# Soupisky mužstev na mistrovství světa ve fotbale 2014 (skupina G)
Toto je soupiska čtyř mužstev skupiny G na Mistrovství světa ve fotbale 2014.

## USA
- Konečná nominace proběhla 22. května 2014 a bylo v ní nominováno celkem 23 fotbalistů.[1]

| Č.        | Jméno               | Datum narození              | Klub                 | Zápasy (góly) | Na MS    | Na MS    | Na MS    | Na MS    | Na MS    |          |
| Č.        | Jméno               | Datum narození              | Klub                 | Zápasy (góly) | Z        | G        | ŽK       | ČK       | min.     |          |
| Brankáři  | Brankáři            | Brankáři                    | Brankáři             | Brankáři      | Brankáři | Brankáři | Brankáři | Brankáři | Brankáři | Brankáři |
| --------- | ------------------- | --------------------------- | -------------------- | ------------- | -------- | -------- | -------- | -------- | -------- | -------- |
| 1         | Tim Howard          | 6. března 1979 (35 let)     | Everton FC           | 100 (0)       | 4        | 0        | 0        | 0        | 390      |          |
| 12        | Brad Guzan          | 9. září 1984 (29 let)       | Aston Villa FC       | 25 (0)        | 0        | 0        | 0        | 0        | 0        |          |
| 22        | Nick Rimando        | 17. června 1979 (34 let)    | Real Salt Lake       | 14 (0)        | 0        | 0        | 0        | 0        | 0        |          |
| Obránci   |                     |                             |                      |               |          |          |          |          |          |          |
| 2         | DeAndre Yedlin      | 9. července 1993 (20 let)   | Seattle Sounders FC  | 4 (0)         | 3        | 0        | 0        | 0        | 113      |          |
| 3         | Omar Gonzalez       | 11. října 1988 (25 let)     | Los Angeles Galaxy   | 20 (0)        | 3        | 0        | 1        | 0        | 211      |          |
| 5         | Matt Besler         | 11. února 1987 (27 let)     | Sporting Kansas City | 17 (0)        | 4        | 0        | 0        | 0        | 346      |          |
| 6         | John Anthony Brooks | 28. ledna 1993 (21 let)     | Hertha BSC           | 4 (0)         | 1        | 1        | 0        | 0        | 44       |          |
| 7         | DaMarcus Beasley    | 24. května 1982 (32 let)    | Club Puebla          | 116 (17)      | 4        | 0        | 0        | 0        | 390      |          |
| 20        | Geoff Cameron       | 11. července 1985 (28 let)  | Stoke City FC        | 27 (1)        | 3        | 0        | 1        | 0        | 300      |          |
| 21        | Timothy Chandler    | 29. března 1990 (24 let)    | 1. FC Norimberk      | 13 (0)        | 0        | 0        | 0        | 0        | 0        |          |
| 23        | Fabian Johnson      | 11. prosince 1987 (26 let)  | TSG 1899 Hoffenheim  | 22 (1)        | 4        | 0        | 0        | 0        | 302      |          |
| Záložníci |                     |                             |                      |               |          |          |          |          |          |          |
| 4         | Michael Bradley     | 31. července 1987 (26 let)  | Toronto FC           | 86 (12)       | 4        | 0        | 0        | 0        | 390      |          |
| 10        | Mikkel Diskerud     | 2. října 1990 (23 let)      | Rosenborg BK         | 20 (3)        | 0        | 0        | 0        | 0        | 0        |          |
| 11        | Alejandro Bedoya    | 29. dubna 1987 (27 let)     | FC Nantes            | 28 (1)        | 4        | 0        | 0        | 0        | 286      |          |
| 13        | Jermaine Jones      | 3. listopadu 1981 (32 let)  | Beşiktaş JK          | 42 (2)        | 4        | 1        | 1        | 0        | 390      |          |
| 14        | Brad Davis          | 8. listopadu 1981 (32 let)  | Houston Dynamo FC    | 16 (0)        | 1        | 0        | 0        | 0        | 59       |          |
| 15        | Kyle Beckerman      | 23. dubna 1982 (32 let)     | Real Salt Lake       | 37 (1)        | 3        | 0        | 1        | 0        | 270      |          |
| 16        | Julian Green        | 6. června 1995 (19 let)     | FC Bayern Mnichov    | 2 (0)         | 1        | 1        | 0        | 0        | 14       |          |
| 19        | Graham Zusi         | 18. srpna 1986 (27 let)     | Sporting Kansas City | 23 (3)        | 4        | 0        | 0        | 0        | 258      |          |
| Útočníci  |                     |                             |                      |               |          |          |          |          |          |          |
| 8         | Clint Dempsey –     | 9. března 1983 (31 let)     | Seattle Sounders FC  | 105 (37)      | 4        | 2        | 0        | 0        | 387      |          |
| 9         | Aron Jóhannsson     | 10. listopadu 1990 (23 let) | AZ Alkmaar           | 8 (2)         | 1        | 0        | 0        | 0        | 67       |          |
| 17        | Jozy Altidore       | 6. listopadu 1989 (24 let)  | Sunderland AFC       | 70 (23)       | 1        | 0        | 0        | 0        | 23       |          |
| 18        | Chris Wondolowski   | 28. ledna 1983 (31 let)     | San Jose Earthquakes | 21 (9)        | 2        | 0        | 0        | 0        | 51       |          |
| Trenér    |                     |                             |                      |               |          |          |          |          |          |          |
|           | Jürgen Klinsmann    | 30. července 1964 (49 let)  |                      | 50 (31 výher) |          |          |          |          |          |          |

## Ghana
- Konečná nominace proběhla 1. června 2014 a bylo v ní nominováno celkem 23 fotbalistů.[2]

| Č.        | Jméno                  | Datum narození              | Datum úmrtí                    | Klub                        | Zápasy (góly) | Na MS    | Na MS    | Na MS    | Na MS    | Na MS    |          |
| Č.        | Jméno                  | Datum narození              | Datum úmrtí                    | Klub                        | Zápasy (góly) | Z        | G        | ŽK       | ČK       | min.     |          |
| Brankáři  | Brankáři               | Brankáři                    | Brankáři                       | Brankáři                    | Brankáři      | Brankáři | Brankáři | Brankáři | Brankáři | Brankáři | Brankáři |
| --------- | ---------------------- | --------------------------- | ------------------------------ | --------------------------- | ------------- | -------- | -------- | -------- | -------- | -------- | -------- |
| 1         | Stephen Adams          | 28. září 1989 (24 let)      |                                | Aduana Stars                | 6 (0)         | 0        | 0        | 0        | 0        | 0        |          |
| 12        | Adam Kwarasey          | 12. prosince 1987 (26 let)  |                                | Strømsgodset IF             | 21 (0)        | 1        | 0        | 0        | 0        | 90       |          |
| 16        | Fatau Dauda            | 6. dubna 1985 (29 let)      |                                | Orlando Pirates             | 17 (0)        | 2        | 0        | 0        | 0        | 180      |          |
| Obránci   |                        |                             |                                |                             |               |          |          |          |          |          |          |
| 2         | Samuel Inkoom          | 1. června 1989 (25 let)     |                                | PAE Platanias Chanion       | 46 (1)        | 0        | 0        | 0        | 0        | 0        |          |
| 4         | Daniel Opare           | 18. října 1990 (23 let)     |                                | Standard Lutych             | 16 (0)        | 1        | 0        | 0        | 0        | 90       |          |
| 15        | Rashid Sumaila         | 18. prosince 1992 (21 let)  |                                | Mamelodi Sundowns FC        | 8 (0)         | 0        | 0        | 0        | 0        | 0        |          |
| 19        | Jonathan Mensah        | 13. července 1990 (23 let)  |                                | Evian Thonon Gaillard FC    | 25 (1)        | 3        | 0        | 0        | 0        | 270      |          |
| 21        | John Boye              | 23. dubna 1987 (27 let)     |                                | Stade Rennais FC            | 30 (3)        | 3        | 0        | 0        | 0        | 270      |          |
| 23        | Harrison Afful         | 24. července 1986 (27 let)  |                                | Espérance Sportive de Tunis | 41 (0)        | 2        | 0        | 1        | 0        | 180      |          |
| Záložníci |                        |                             |                                |                             |               |          |          |          |          |          |          |
| 5         | Michael Essien         | 3. prosince 1982 (31 let)   |                                | AC Milán                    | 57 (9)        | 1        | 0        | 0        | 0        | 19       |          |
| 6         | Afriyie Acquah         | 5. ledna 1992 (22 let)      |                                | Parma FC                    | 5 (1)         | 1        | 0        | 0        | 0        | 14       |          |
| 8         | Emmanuel Agyemang-Badu | 2. prosince 1990 (23 let)   |                                | Udinese Calcio              | 48 (7)        | 2        | 0        | 0        | 0        | 102      |          |
| 9         | Kevin-Prince Boateng   | 6. března 1987 (27 let)     |                                | FC Schalke 04               | 13 (2)        | 2        | 0        | 0        | 0        | 84       |          |
| 10        | André Ayew             | 17. prosince 1989 (24 let)  |                                | Olympique Marseille         | 48 (4)        | 3        | 2        | 0        | 0        | 262      |          |
| 11        | Sulley Muntari         | 27. srpna 1984 (29 let)     |                                | AC Milán                    | 81 (21)       | 2        | 0        | 2        | 0        | 180      |          |
| 14        | Albert Adomah          | 13. prosince 1987 (26 let)  |                                | Middlesbrough FC            | 15 (1)        | 1        | 0        | 0        | 0        | 12       |          |
| 17        | Mohammed Rabiu         | 31. prosince 1989 (24 let)  |                                | FK Kubáň Krasnodar          | 17 (0)        | 3        | 0        | 1        | 0        | 225      |          |
| 20        | Kwadwo Asamoah         | 9. prosince 1988 (25 let)   |                                | Juventus FC                 | 61 (4)        | 3        | 0        | 0        | 0        | 270      |          |
| 22        | Wakaso Mubarak         | 25. července 1990 (23 let)  |                                | FK Rubin Kazaň              | 17 (7)        | 2        | 0        | 0        | 0        | 25       |          |
| Útočníci  |                        |                             |                                |                             |               |          |          |          |          |          |          |
| 3         | Asamoah Gyan –         | 22. listopadu 1985 (28 let) |                                | Al Ajn FC                   | 78 (39)       | 3        | 2        | 0        | 0        | 270      |          |
| 7         | Christian Atsu         | 10. ledna 1992 (22 let)     | 6. února 2023 (ve věku 31 let) | Vitesse                     | 23 (4)        | 3        | 0        | 0        | 0        | 241      |          |
| 13        | Jordan Ayew            | 11. září 1991 (22 let)      |                                | FC Sochaux-Montbéliard      | 13 (5)        | 3        | 0        | 1        | 0        | 115      |          |
| 18        | Majeed Waris           | 19. září 1991 (22 let)      |                                | Valenciennes FC             | 13 (3)        | 1        | 0        | 1        | 0        | 71       |          |
| Trenér    |                        |                             |                                |                             |               |          |          |          |          |          |          |
|           | James Kwesi Appiah     | 9. srpna 1959 (54 let)      |                                |                             | 34 (20 výher) |          |          |          |          |          |          |

## Německo
- Konečná nominace proběhla 2. června 2014 a bylo v ní nominováno celkem 23 fotbalistů.[3] Zranění kotníku připravilo o účast na mistrovství světa záložníku německé Borussie Dortmund Marca Reuse, v německém týmu pro MS ho nahradil obránce italské Sampdorie Shkodran Mustafi.[4]

| Č.        | Jméno                  | Datum narození              | Klub                     | Zápasy (góly)  | Na MS    | Na MS    | Na MS    | Na MS    | Na MS    |          |
| Č.        | Jméno                  | Datum narození              | Klub                     | Zápasy (góly)  | Z        | G        | ŽK       | ČK       | min.     |          |
| Brankáři  | Brankáři               | Brankáři                    | Brankáři                 | Brankáři       | Brankáři | Brankáři | Brankáři | Brankáři | Brankáři | Brankáři |
| --------- | ---------------------- | --------------------------- | ------------------------ | -------------- | -------- | -------- | -------- | -------- | -------- | -------- |
| 1         | Manuel Neuer           | 27. března 1986 (28 let)    | FC Bayern Mnichov        | 46 (0)         | 7        | 0        | 0        | 0        | 690      |          |
| 12        | Ron-Robert Zieler      | 12. února 1989 (25 let)     | Hannover 96              | 3 (0)          | 0        | 0        | 0        | 0        | 0        |          |
| 22        | Roman Weidenfeller     | 6. srpna 1980 (33 let)      | Borussia Dortmund        | 2 (0)          | 0        | 0        | 0        | 0        | 0        |          |
| Obránci   |                        |                             |                          |                |          |          |          |          |          |          |
| 2         | Kevin Großkreutz       | 19. července 1988 (25 let)  | Borussia Dortmund        | 5 (0)          | 0        | 0        | 0        | 0        | 0        |          |
| 4         | Benedikt Höwedes       | 29. února 1988 (26 let)     | FC Schalke 04            | 22 (2)         | 7        | 0        | 2        | 0        | 690      |          |
| 5         | Mats Hummels           | 16. prosince 1988 (25 let)  | Borussia Dortmund        | 31 (3)         | 6        | 2        | 0        | 0        | 508      |          |
| 15        | Erik Durm              | 12. května 1992 (22 let)    | Borussia Dortmund        | 1 (0)          | 0        | 0        | 0        | 0        | 0        |          |
| 16        | Philipp Lahm –         | 11. listopadu 1983 (30 let) | FC Bayern Mnichov        | 107 (5)        | 7        | 0        | 1        | 0        | 690      |          |
| 17        | Per Mertesacker        | 29. září 1984 (29 let)      | Arsenal FC               | 99 (4)         | 6        | 0        | 0        | 0        | 436      |          |
| 20        | Jérôme Boateng         | 3. září 1988 (25 let)       | FC Bayern Mnichov        | 40 (0)         | 7        | 0        | 0        | 0        | 645      |          |
| 21        | Shkodran Mustafi       | 17. dubna 1992 (22 let)     | UC Sampdoria             | 1 (0)          | 3        | 0        | 0        | 0        | 132      |          |
| Záložníci |                        |                             |                          |                |          |          |          |          |          |          |
| 3         | Matthias Ginter        | 19. ledna 1994 (20 let)     | SC Freiburg              | 2 (0)          | 0        | 0        | 0        | 0        | 0        |          |
| 6         | Sami Khedira           | 4. dubna 1987 (27 let)      | Real Madrid              | 47 (4)         | 5        | 1        | 1        | 0        | 376      |          |
| 7         | Bastian Schweinsteiger | 1. srpna 1984 (29 let)      | FC Bayern Mnichov        | 102 (23)       | 6        | 0        | 2        | 0        | 505      |          |
| 8         | Mesut Özil             | 15. října 1988 (25 let)     | Arsenal FC               | 56 (17)        | 7        | 1        | 0        | 0        | 655      |          |
| 9         | André Schürrle         | 6. listopadu 1990 (23 let)  | Chelsea FC               | 34 (13)        | 6        | 3        | 0        | 0        | 245      |          |
| 10        | Lukas Podolski         | 4. června 1985 (29 let)     | Arsenal FC               | 115 (47)       | 2        | 0        | 0        | 0        | 53       |          |
| 13        | Thomas Müller          | 13. září 1989 (24 let)      | FC Bayern Mnichov        | 50 (20)        | 7        | 5        | 0        | 0        | 682      |          |
| 14        | Julian Draxler         | 20. září 1993 (20 let)      | FC Schalke 04            | 11 (1)         | 1        | 0        | 0        | 0        | 14       |          |
| 18        | Toni Kroos             | 4. ledna 1990 (24 let)      | FC Bayern Mnichov        | 45 (5)         | 7        | 2        | 0        | 0        | 690      |          |
| 19        | Mario Götze            | 3. června 1992 (22 let)     | FC Bayern Mnichov        | 30 (9)         | 6        | 2        | 0        | 0        | 257      |          |
| 23        | Christoph Kramer       | 19. února 1991 (23 let)     | Borussia Mönchengladbach | 2 (0)          | 3        | 0        | 0        | 0        | 43       |          |
| Útočníci  |                        |                             |                          |                |          |          |          |          |          |          |
| 11        | Miroslav Klose         | 9. června 1978 (36 let)     | SS Lazio                 | 132 (69)       | 5        | 2        | 0        | 0        | 281      |          |
| Trenér    |                        |                             |                          |                |          |          |          |          |          |          |
|           | Joachim Löw            | 3. února 1960 (54 let)      |                          | 106 (72 výher) |          |          |          |          |          |          |

## Portugalsko
- Konečná nominace proběhla 19. května 2014 a bylo v ní nominováno celkem 23 fotbalistů.[5]

| Č.        | Jméno               | Datum narození              | Klub                     | Zápasy (góly) | Na MS    | Na MS    | Na MS    | Na MS    | Na MS    |          |
| Č.        | Jméno               | Datum narození              | Klub                     | Zápasy (góly) | Z        | G        | ŽK       | ČK       | min.     |          |
| Brankáři  | Brankáři            | Brankáři                    | Brankáři                 | Brankáři      | Brankáři | Brankáři | Brankáři | Brankáři | Brankáři | Brankáři |
| --------- | ------------------- | --------------------------- | ------------------------ | ------------- | -------- | -------- | -------- | -------- | -------- | -------- |
| 1         | Eduardo Carvalho    | 19. září 1982 (31 let)      | SC Braga                 | 33 (0)        | 1        | 0        | 0        | 0        | 2        |          |
| 29        | Rui Patrício        | 15. února 1988 (26 let)     | Sporting CP              | 7 (0)         | 1        | 0        | 0        | 0        | 90       |          |
| 22        | Beto                | 1. května 1982 (32 let)     | Sevilla FC               | 7 (0)         | 2        | 0        | 0        | 0        | 179      |          |
| Obránci   |                     |                             |                          |               |          |          |          |          |          |          |
| 2         | Bruno Alves         | 27. listopadu 1981 (32 let) | Fenerbahçe SK            | 71 (9)        | 2        | 0        | 0        | 0        | 180      |          |
| 3         | Pepe                | 26. února 1983 (31 let)     | Real Madrid              | 57 (3)        | 2        | 0        | 0        | 1        | 127      |          |
| 5         | Fábio Coentrão      | 11. března 1988 (26 let)    | Real Madrid              | 44 (3)        | 1        | 0        | 0        | 0        | 65       |          |
| 13        | Ricardo Costa       | 16. května 1981 (33 let)    | Valencia CF              | 18 (1)        | 2        | 0        | 0        | 0        | 134      |          |
| 14        | Luís Neto           | 26. května 1988 (26 let)    | FK Zenit Sankt-Petěrburg | 7 (0)         | 0        | 0        | 0        | 0        | 0        |          |
| 19        | André Almeida       | 10. září 1990 (23 let)      | Benfica Lisabon          | 3 (0)         | 2        | 0        | 0        | 0        | 70       |          |
| 21        | João Pereira        | 5. února 1984 (30 let)      | Valencia CF              | 35 (0)        | 3        | 0        | 1        | 0        | 241      |          |
| Záložníci |                     |                             |                          |               |          |          |          |          |          |          |
| 4         | Miguel Veloso       | 11. května 1986 (28 let)    | FK Dynamo Kyjev          | 47 (2)        | 3        | 0        | 0        | 0        | 226      |          |
| 6         | William Carvalho    | 7. dubna 1993 (21 let)      | Sporting CP              | 3 (0)         | 2        | 0        | 0        | 0        | 135      |          |
| 8         | João Moutinho       | 8. září 1986 (27 let)       | AS Monaco FC             | 74 (2)        | 3        | 0        | 1        | 0        | 270      |          |
| 10        | Vieirinha           | 24. ledna 1986 (28 let)     | VfL Wolfsburg            | 7 (0)         | 1        | 0        | 0        | 0        | 22       |          |
| 15        | Rafa Silva          | 17. května 1993 (21 let)    | SC Braga                 | 2 (0)         | 0        | 0        | 0        | 0        | 0        |          |
| 16        | Raul Meireles       | 17. března 1983 (31 let)    | Fenerbahçe SK            | 73 (10)       | 2        | 0        | 0        | 0        | 159      |          |
| 17        | Nani                | 17. listopadu 1986 (27 let) | Manchester United FC     | 73 (14)       | 3        | 1        | 0        | 0        | 270      |          |
| 18        | Silvestre Varela    | 2. února 1985 (29 let)      | FC Porto                 | 22 (4)        | 2        | 1        | 0        | 0        | 50       |          |
| 20        | Rúben Amorim        | 27. ledna 1985 (29 let)     | Benfica Lisabon          | 11 (0)        | 1        | 0        | 0        | 0        | 90       |          |
| Útočníci  |                     |                             |                          |               |          |          |          |          |          |          |
| 7         | Cristiano Ronaldo – | 5. února 1985 (29 let)      | Real Madrid              | 110 (49)      | 3        | 1        | 0        | 0        | 270      |          |
| 9         | Hugo Almeida        | 23. května 1984 (30 let)    | Beşiktaş JK              | 54 (17)       | 1        | 0        | 0        | 0        | 28       |          |
| 11        | Éder                | 22. prosince 1987 (26 let)  | SC Braga                 | 7 (0)         | 3        | 0        | 0        | 0        | 204      |          |
| 23        | Hélder Postiga      | 2. srpna 1982 (31 let)      | SS Lazio                 | 67 (27)       | 1        | 0        | 0        | 0        | 16       |          |
| Trenér    |                     |                             |                          |               |          |          |          |          |          |          |
|           | Paulo Bento         | 20. června 1969 (44 let)    |                          | 43 (25 výher) |          |          |          |          |          |          |